# Comuna Sasiv, Zolociv
Sasiv (în ucraineană Сасів) este o comună în raionul Zolociv, regiunea Liov, Ucraina, formată din satele Bir, Homeț, Hrabovo, Hutîșce, Pabici, Papirnea, Pisok, Sasiv (reședința) și Ușnea.

## Demografie
Componența lingvistică a comunei Sasiv
     Ucraineană (99,62%)
     Alte limbi (0,38%)
Conform recensământului din 2001, majoritatea populației comunei Sasiv era vorbitoare de ucraineană (99,62%), existând în minoritate și vorbitori de alte limbi.